# Ladra (romanzo)
Ladra (Fingersmith) è un romanzo di Sarah Waters del 2002, finalista al Booker Prize.

## Trama
Nel 1862 a Londra, alla vigilia della sua maggiore età, Susan Trinder, una giovane orfana allevata dalla signora Sucksby, si vede proporre da Richard Rivers di frodare la giovane e ricca Maud Lilly. Dopo aver vissuto 10 anni nell’ospedale psichiatrico dove morì sua madre, Maud Lilly è stata accolta dallo zio nella sua villa, dove colleziona con cura libri di genere erotico. Maud offre un posto di lavoro come dama di compagnia a Susan Smith, che non è altri che Susan Trinder, assunta su consiglio di Richard Rivers, l’insegnante di pittura della ragazza.
Il piano è che Susan convinca Maud a scappare con Richard, in modo che l’uomo possa poi farla dichiarare pazza e appropriarsi delle sue ricchezze. Tra Maud e Susan si instaura un'amicizia che poi si sviluppa in attrazione fisica, e Susan si accorge di essersi innamorata. Anche se attanagliata dal rimorso, convince Maud a sposare Richard con una cerimonia affrettata nel cuore della notte. Richard non agisce come aveva preannunciato: infatti esiste un piano orchestrato dalla signora Sucksby, che è a conoscenza del vero passato di Maud e vuole approfittarne.

## Trasposizioni cinematografiche
- Dal romanzo è stata tratta la miniserie televisiva Fingersmith, trasmessa dalla BBC nel 2005.
- Il film del 2016 Mademoiselle del regista sud-coreano Park Chan-wook è una trasposizione cinematografica del romanzo, ambientato tuttavia nella Corea sotto il dominio coloniale giapponese, negli anni 1930.

## Edizioni
- Sarah Waters, Ladra, TEA, 2007,  p. 510, ISBN 978-88-502-1143-2.